# Вешчица (Разкрижје)
Вешчица (словен. Veščica, мађ. Végfalva) је насељено место у општини Разкрижје, Помурска регија, Словенија.

## Историја
До територијалне реорганизације у Словенији била је у саставу старе општине Љутомер.

## Становништво
У попису становништва из 2011. године, Вешчица је имала 357 становника.
| Број становника према пописима | Број становника према пописима | Број становника према пописима |
| ------------------------------ | ------------------------------ | ------------------------------ |
| 1991                           | 2002                           | 2011                           |
| 338                            | 302                            | 357                            |